# Подстрочник (фильм)
«Подстрочник» — документальный 15-серийный телевизионный сериал Олега Дормана. Воспоминания Лилианны Зиновьевны Лунгиной (1920—1998). Фильм снимался с 1997 года, впервые вышел в эфир в 2009 году на телеканале «Россия».

## Героиня
Лилианна Лунгина заочно знакома миллионам — тем, кто читал или слушал в детстве истории о Карлсоне, Эмиле из Ленеберги, Пеппи Длинный Чулок. Умнейший и разносторонне развитый человек, знаток мировой философии и литературы, полиглот, учёный, мужественная, любящая жизнь и людей, добрая женщина. Она — дочь трёх культур — русской, французской и еврейской — прожила невероятную жизнь в самые тяжёлые и сложные годы XX века.
Ей довелось встречаться, общаться и поддерживать дружбу со многими крупнейшими фигурами политической, литературной, театральной, научной жизни советского государства и Европы. Она видела своими глазами и пропустила через своё сознание, через свой ум то, что сейчас вызывает отчаянные споры, то, от чего зависит самоидентификация людей, называющих себя русскими в двадцать первом веке.
Повествуя о прожитом, она не хулит, не срывается на негативные эмоции. Иногда с улыбкой, иногда с грустью рассказывает об увиденном, пережитом и осознанном за всю свою жизнь. Хотя в её рассказе немало примеров людской низости и жуткой бесчеловечности режима, которые коснулись огромного числа людей в нашей стране, за все 15 серий она произносит лишь одно бранное слово: «сволочь» — в отношении того, кто начал травлю Марины Цветаевой.
Её рассказ гипнотизирует. Этому способствует грамотный монтаж, отлично подобранная музыка и видеоряд, составленный из фотографий и документов семейных архивов самой Лунгиной и её друзей.

## Показ фильма
Фильм одиннадцать лет не выходил на экраны. В знак протеста режиссёр Олег Дорман отказался от специального приза национальной телевизионной премии «ТЭФИ-2010» в категории «Лица». В обращении режиссёра, зачитанном во время церемонии вручения наград ТЭФИ 25 сентября 2010 года в Санкт-Петербурге, говорилось, в частности:

… Среди членов Академии, её жюри, учредителей и так далее — люди, из-за которых наш фильм одиннадцать лет не мог попасть к зрителям. Люди, которые презирают публику и которые сделали телевидение главным фактором нравственной и общественной катастрофы, произошедшей за десять последних лет.
Кто-то сеет и печет для нас хлеб, кто-то проводит жизнь в шахте, в море, или на военной службе, или в торговом ларьке. На людях образованных, думающих, лежит ответственность перед теми, кто не столь образован и не посвятил себя духовной деятельности.
Получив в руки величайшую власть, какой, увы, обладает у нас телевидение, его руководители, редакторы, продюсеры, журналисты не смеют делать зрителей хуже. Они не имеют права развращать, превращать нас в сброд, в злую, алчную, пошлую толпу.
У них нет права давать награды «Подстрочнику». Успех Лилианны Зиновьевны Лунгиной им не принадлежит.
— Олег Дорман, кинорежиссер

## Премии
- Премия Ника «За творческие достижения в искусстве телевизионного кинематографа» 2009 года.
- Специальный приз телевизионной премии «ТЭФИ» в категории «Лица» (2010).
- Приз клуба «Телепресса» Академии российского телевидения — Событие года.
- Приз «Золотой лавр».
- Специальный приз фестиваля «Сталкер».
- Премия «Известность» газеты «Известия» режиссёру О.Дорману.

## Книга
В 2010 году вышла одноимённая книга.